# Flight lieutenant
Flight lieutenant (abrégé en Flt Lt dans la RAF et l'IAF ; en  FLTLT dans la RAAF et la RNZAF ; anciennement parfois en F/L dans toutes ces armées de l'Air)  est un grade d'officier dans la Royal Air Force et dans les forces aériennes de nombreux pays ayant connu l'influence historique britannique. Il est équivalent au rang de capitaine dans l'armée et de lieutenant de vaisseau dans la marine. Il est supérieur au grade de Flying officer et inférieur au grade de Squadron leader.